# Harpsjön, Västerbotten
Harpsjön är en sjö i Umeå kommun i Västerbotten och ingår i Umeälven-Hörnåns kustområde. Sjön har en area på 0,0637 kvadratkilometer och ligger 13,3 meter över havet.

## Delavrinningsområde
Harpsjön ingår i det delavrinningsområde (707307-172211) som SMHI kallar för Rinner mot Yttre Österfjärden. Medelhöjden är 14 meter över havet och ytan är 7,23 kvadratkilometer. Det finns inga avrinningsområden uppströms utan avrinningsområdet är högsta punkten. Avrinningsområdets utflöde mynnar i havet, utan att ha någon enskild mynningsplats. Avrinningsområdet består mestadels av skog (45 procent). Avrinningsområdet har 0,07 kvadratkilometer vattenytor vilket ger det en sjöprocent på 0,9 procent. Bebyggelsen i området täcker en yta av 2,28 kvadratkilometer eller 32 procent av avrinningsområdet.